# Isocortex und Allocortex
Isocortex und Allocortex (griechisch ἴσος ísos, deutsch ‚gleich‘ ἄλλος állos, deutsch ‚anders‘ und lateinisch cortex ‚Rinde‘) sind die nach histologischen Kriterien definierten und voneinander unterschiedenen Bereiche der Großhirnrinde. Die Einteilung des Isocortex entspricht den Forschungsergebnissen von Korbinian Brodmann, des Ehepaars Oskar Vogt und Cécile Vogt sowie den Arbeiten von Constantin von Economo.

## Geschichte
Eine erste, viel diskutierte Hirnrindenkarte entwarf Karl Kleist (1879–1960), ein Schüler von Carl Wernicke (1848–1905).

## Begriffliche und methodische Abgrenzungen

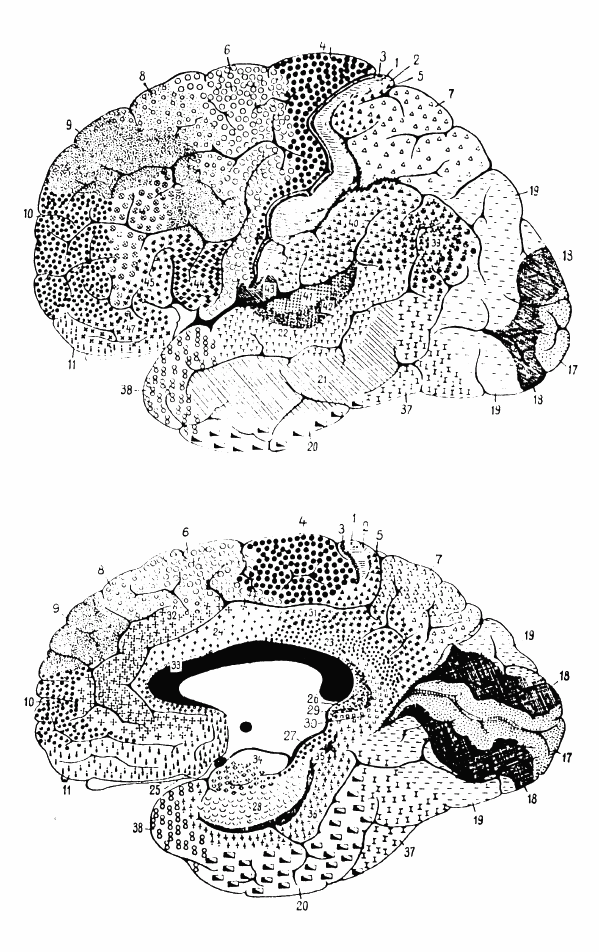
Histologisch definierte Hirnrindenkarte (Zytoarchitektonik) von Korbinian Brodmann

Von der histologischen Differenzierung in Isocortex und Allocortex ist die entwicklungsgeschichtliche Einteilung des Cortex in Neocortex, Archicortex und Palaeocortex in methodischer Hinsicht prinzipiell abzugrenzen. Die Beantwortung der Frage, ob es allerdings Beziehungen zwischen histologischen und entwicklungsgeschichtlichen Kriterien gibt, ist weiterer Forschung vorbehalten.
Beim Menschen ist der überwiegende Anteil (90 %) der Großhirnrinde aus sechs gut abgrenzbaren Schichten, den sogenannten Laminae aufgebaut. Diese unterscheiden sich in ihrer zellulären Zusammensetzung und im Verlauf der dominierenden Bahnen. Den sechsschichtigen Cortex nennt man Isocortex oder homogenetische (gleich aufgebaute) Rinde. Einige entwicklungsgeschichtlich alte Großhirnabschnitte, vor allem das Riechhirn und der Hippocampus, sind dagegen durch eine weniger große Anzahl von Schichten, in der Regel zwei oder drei Laminae charakterisiert. Diese Gebiete werden Allocortex oder heterogenetische (d. h. „anders aufgebaute“) Rinde genannt.

## Schichten des Isocortex

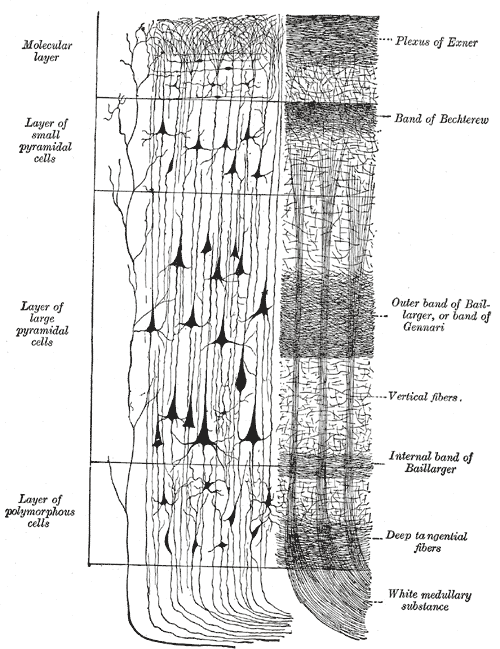
Schichtaufbau des Isocortex:
Die Laminae II und III sowie die Laminae IV und V wurden auf dieser Illustration zusammengefasst

Nach Ariëns Kappers soll sich der im Folgenden dargestellte Sechsschichtentypus der Rindenfelder phylogenetisch aus einer primitiven Dreischichtung entwickelt haben. Eine solche Dreischichtung ist für den Allocortex typisch. Gegen diese vielversprechende und naheliegende Theorie wurden jedoch Einwände erhoben.

### Lamina I
- Lamina molecularis (Molekularschicht):
– erhält Input von Feedback-Neuronen
– besitzt keine Pyramidenzellen

### Lamina II
- Lamina granularis externa (äußere Körnerschicht):
– erhält Input von Feedback-Neuronen
– ist aus kleinen Pyramidenzellen aufgebaut, welche ihr ein charakteristisches, körnchenartiges Aussehen verleihen

### Lamina III
- Lamina pyramidalis externa (äußere Pyramidenschicht):
– ist aus Pyramidenzellen aufgebaut, welche mit ihren Axonen kortiko-kortikale Faserverbindungen bilden

### Lamina IV
- Lamina granularis interna (innere Körnerschicht):
– erhält Afferenzen von sensorischen Neuronen und ist deshalb beispielsweise in der primären Sehrinde oder in der primären Hörrinde sehr mächtig, in der motorischen Rinde hingegen kaum ausgeprägt
– die innere Körnerschicht wird von starken Bündeln horizontal verlaufender Fasern durchzogen, die in ihrer Gesamtheit als äußerer Baillarger-Streifen bezeichnet werden und primär aus kortikalen Afferenzen zahlreicher spezifischer Thalamuskerne stammen
– die innere Körnerschicht ist aus teilweise stark modifizierten Pyramidenzellen mit einem sternförmigen Aussehen und auch aus Nicht-Pyramidenzellen aufgebaut und erhält ihren Namen von den sich hier befindenden Körnerzellen

### Lamina V
- Lamina pyramidalis interna (innere Pyramidenschicht):
– in der inneren Pyramidenschicht finden sich die größten Pyramidenzellen, welche mit ihren Axonen den Hauptteil der Kortexefferenzen zu den tiefer gelegenen Zentren des Gehirns, beispielsweise zu den Basalganglien, nicht aber zum Thalamus, bilden
– im Gyrus praecentralis finden sich zudem teilweise besonders große Pyramidenzellen, welche dort als Betz-Riesenzellen bezeichnet werden, sie bilden mit ihren starken Myelinscheiden einen wesentlichen Teil des Tractus corticospinalis (Pyramidenbahn)
– die Zellen der inneren Pyramidenschicht bilden mit ihren Axonen das Hauptausgangssystem aus dem Kortex
– auch die innere Pyramidenschicht wird von einem horizontal verlaufenden Streifen stark myelinisierter Fasern durchzogen, welcher als innerer Baillarger-Streifen bezeichnet wird, der innere Baillarger-Streifen beherbergt Axonkollateralen von Neuronen der Laminae II., III. und IV.

### Lamina VI
- Lamina multiformis (multiforme Schicht):
– die multiforme Schicht läuft ohne scharfe Grenzen in das darunterliegende Mark aus
– sie enthält, wie dem Namen zu entnehmen ist, nebst kleineren, morphologisch unterschiedlichen Pyramidenzellen, auch zahlreiche Nicht-Pyramidenzellen
– die Zellen der sechsten Schicht des Isocortex besitzen Afferenzen und Efferenzen in andere kortikale Schichten oder nach außerhalb des Kortex (extrakortikal), in der Lamina VI selbst werden kaum Synapsen ausgebildet
– die Pyramidenzellen der innersten Schicht des Isocortex richten ihre Efferenzen vor allem zu den (spezifischen) Thalamuskernen, die kortikothalamischen Projektionen gehen also von der Lamina VI aus, die thalamokortikalen Bahnen enden jedoch in der Schicht IV

## Physiologie der Hirnrinde
Vorstehend aufgeführte Strukturen erlauben noch keineswegs eine verständliche Einsicht in die Physiologie des Neo- und Allocortex im Sinne einer funktionellen Anatomie. Diese entsteht bekanntlich erst aus einer Kombination struktureller, systematischer und topologischer Gesichtspunkte.

## Zelltypen
Die Hirnrinde enthält bei Darstellung mit der Golgi-Färbung im Allgemeinen 5 verschiedene Typen von Neuronen, die abgesehen von ihrer Verteilung in den verschiedenen Schichten an unterschiedliche Funktionen denken lassen.

## Schichten des Allocortex
Zum Allocortex (abgeleitet von agrch. άλλος = anders) gehören die im Gegensatz zum Isocortex atypisch strukturierten Anteile der Hirnrinde. Atypisch meint hier die phylogenetisch alten Formationen des Palaeopallium und des Archipallium wie z. B. der Gyrus dentatus – mit Ausnahme des Gyrus cinguli, der zum Isocortex gehört – vgl. auch die bereits oben genannten Formationen des Riechhirns und des Hippocampus. Als die phylogenetisch alten, zum Allocortex gehörenden Strukturen haben sich auch die Bezeichnungen Archicortex und Palaeocortex eingebürgert. Der Allocortex weist folgende Schichten auf:
- Lamina molecularis (Stratum moleculare): apikale Dendriten der Pyramidenzellen
- Lamina pyramidalis (Stratum pyramidale): Zellkörper der Pyramidenzellen
- Lamina multiformis (Stratum oriens): basale Dendriten der Pyramidenzellen